# ДТЕК Київські регіональні електромережі
ДТЕК Київські регіональні електромережі (раніше ПрАТ «Київобленерго») — приватне акціонерне товариство, що спеціалізується на розподілі електричної енергії споживачам Київської області. Є частиною енергетичного бізнесу компанії «ВС Енерджі Інтернейшнл Україна». Кінцевим власником є український олігарх Рінат Ахметов. Мажоритарним власником «Київобленерго» (як і ще 11 обленерго) є російський олігарх і довірена особа Путіна Бабаков Олександр Михайлович.

## Історія компанії

### Створення компанії
ПАТ «Київобленерго» було засновано у 1995 році як Державне підприємство «Київобленерго», яке згодом відповідно до Указу Президента України «Про структурну перебудову в електроенергетичному комплексі України» від 4 квітня 1995 року та наказу Міністерства енергетики та електрифікації України від 2 серпня 1995 року було перетворено на Державну акціонерну енергопостачальну компанію ДАЕК «Київобленерго». Тоді до складу товариства увійшли Правобережні, Лівобережні та Білоцерківські електричні мережі, які належали до «Київенерго».
Згодом, у 1998 році, для налагодження чіткої системи управління електричними мережами області та усунення дублювання функцій було проведено реорганізацію компанії з перетворенням Білоцерківських електричних мереж в окремий підрозділ, ліквідацією Лівобережних електричних мереж та підпорядкуванням районів електричних мереж безпосередньо керівництву компанії. Водночас зазнали змін і структури районних електромереж.

### Купівля активів компанією AES
У 2001 році у результаті тендеру, проведеного Фондом державного майна України, значну частку акцій «Київобленерго» придбала відома світова енергетична корпорація AES. Цього ж року за рішенням загальних зборів акціонерів ДАЕК «Київобленерго» змінила назву на ВАТ «АЕС Київобленерго», а на початку 2004 року компанію за рішенням акціонерів перетворено на закрите акціонерне товариство.
У зв'язку із приведенням діяльності Товариства у відповідність до вимог Закону України «Про акціонерні товариства» 11 квітня 2011 року загальні збори акціонерів ЗАТ «Київобленерго» ухвалили рішення про зміну найменування Товариства на Публічне Акціонерне Товариство «Київобленерго».

### Купівля активів компанією «ВС Энерджи Интернейшнл»
Корпорація AES погодилася продати належні їй 89,12 % акцій ПАТ «AES Київобленерго», яке обслуговує 881 000 споживачів в Київській області, а також 84,56 % акцій ПАТ «AES Рівнеобленерго», яке обслуговує 412 000 споживачів в Рівненській області.
У квітні 2013 року компанія «АЕС Київобленерго» стала частиною енергетичного бізнесу однієї з українських керуючих компаній — «ВС Енерджі Інтернейшнл Україна», та змінила назву на ПАТ «Київобленерго». Компанія здійснює свою діяльність на території понад 28,1 тисяч км2 та обслуговує[коли?] понад 25835 промислових та 908141 побутових споживачів. До її складу входять 26 районних підрозділів. Входить до переліку найбільших платників податків у Київській області.

### Атака під час російсько-української війни
Під час російсько-української війни, що розпочалась з анексії Криму в 2014 році, інформаційно-обчислювальні системи України ставали об'єктами атак з боку Росії. Так, наприклад, 23 грудня 2015 року російським зловмисникам вдалось успішно атакувати комп'ютерні системи управління в диспетчерській «Прикарпаттяобленерго» та вимкнули близько 30 підстанцій, залишивши близько 230 тисяч мешканців без світла протягом однієї-шести годин. Ця атака стала першою у світі підтвердженою атакою, спрямованою на виведення з ладу енергосистеми, також було атаковано Київобленерго..

### Купівля компанією ДТЕК і ребрендинг
У травні 2019 року енергохолдинг ДТЕК завершив операцію з придбання 68,2949 % акцій АТ «Одесаобленерго» і 93,9978 % ПрАТ «Київобленерго» у групи російських компаній «VS Energy».
Отже, колишнє «Київобленерго» змінило назву на «ДТЕК Київські регіональні електромережі» з відповідним ребрендингом.